# Sindi (Estland)
Sindi ([ˈsɪndi], deutsch Zintenhof) ist eine Stadt in der Landgemeinde Tori im Kreis Pärnu im Westen von Estland.

## Lage
Sindi liegt am Ufer des Pärnu-Flusses. Nahe der Stadt befindet sich in einer Ebene das Moor von Lanksaare.

## Geschichte
Sindi erhielt um 1565 seinen Namen nach dem Eigentümer des nahe gelegenen Gutshauses, des Pärnuer Stadtvogts Claus Zindt. Seit 1601 ist der Name Suria urkundlich belegt, seit 1638 Zintenhof. Er bestand damals neben dem Gutshaus aus sechs Bauernhöfen.
Der eigentliche Ort wurde 1833 als Arbeitersiedlung einer Tuchfabrik gegründet. Diese war von dem Rigaer Unternehmer Johann Christoph Wöhrmann errichtet worden, nachdem sein Vorläuferbetrieb in Polen bei den dortigen Unruhen 1831 niedergebrannt worden war. Im Laufe des 19. Jahrhunderts, vor allem unter der Leitung von Christian Heinrich von Wöhrmann wurde die wirtschaftlich prosperierende Fabrik erweitert. Ein erzverarbeitender Teil, die Kerzenherstellung und eine Gasfabrik kamen 1857/58 hinzu. Es entstanden Wohnungen, ein Krankenhaus und drei Elementarschulen.
Mit dem Bevölkerungszuwachs erhielt Sindi 1921 den Status eines Großdorfs (alevik). 1928 wurde der Ort an das Eisenbahnnetz angeschlossen, was das Bevölkerungswachstum und den wirtschaftlichen Erfolg begünstigte. 1938 wurden Sindi die Stadtrechte verliehen.
1939 sollte die Stadt einen neuen, estnischen Namen erhalten, der nicht mehr an den Deutsch-Balten Zindt erinnert. Zur Umbenennung ist es allerdings wegen der sowjetischen Besetzung Estlands 1940 nicht gekommen.
1993 wurde die Tuchfabrik für bankrott erklärt, der Betrieb wurde noch bis Herbst 1994 weitergeführt.
2017 wurde die bisherige eigenständige Stadt Teil der Landgemeinde Tori.

## Sehenswürdigkeiten
Sehenswert sind in Sindi der 1927/28 erbaute Bahnhof und das 1935–1937 errichtete Rathaus. Daneben sind die alten Werkshäuser der traditionsreichen Tuchfabrik erhalten.
Das Sindi Museum ist seit 1983 in einem ursprünglichen Wohngebäude untergebracht und zeigt die Geschichte der Textilfabrik und die Entwicklung der Stadt Sindi.
Die orthodoxe Erscheinungskirche wurde 1899 im neubyzantinischen Stil errichtet.
Im Stadtteil Viira am Pärnu-Fluss befand sich ein steinzeitlicher Siedlungsplatz der Kunda-Kultur, wahrscheinlich der älteste in Estland. Die Besiedlung wird auf das Jahr 7500 v. Chr. geschätzt. Die Stelle wurde 1965 bei Ausgrabungen freigelegt.

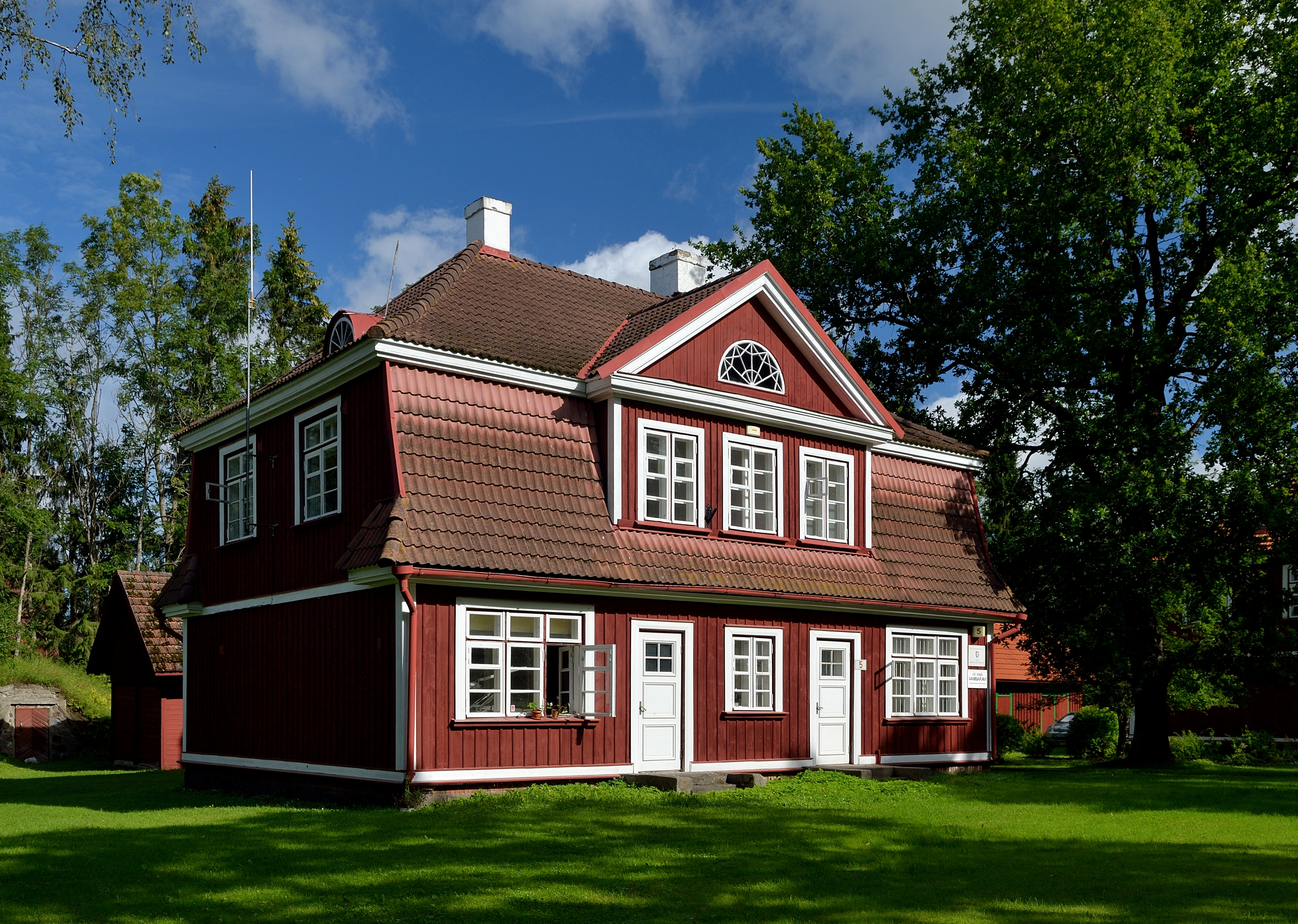
Paide mantee 5
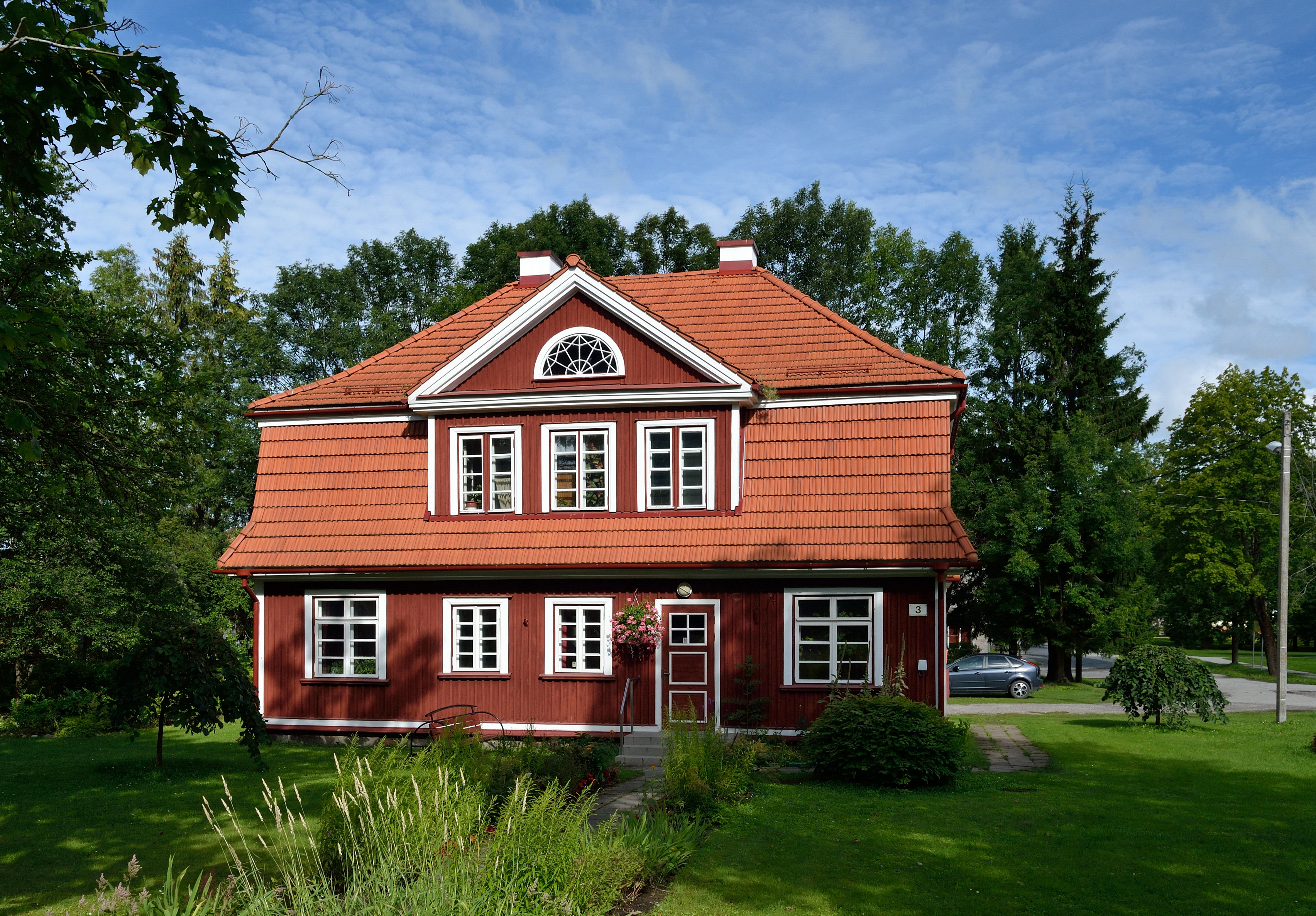
Paide mantee 3
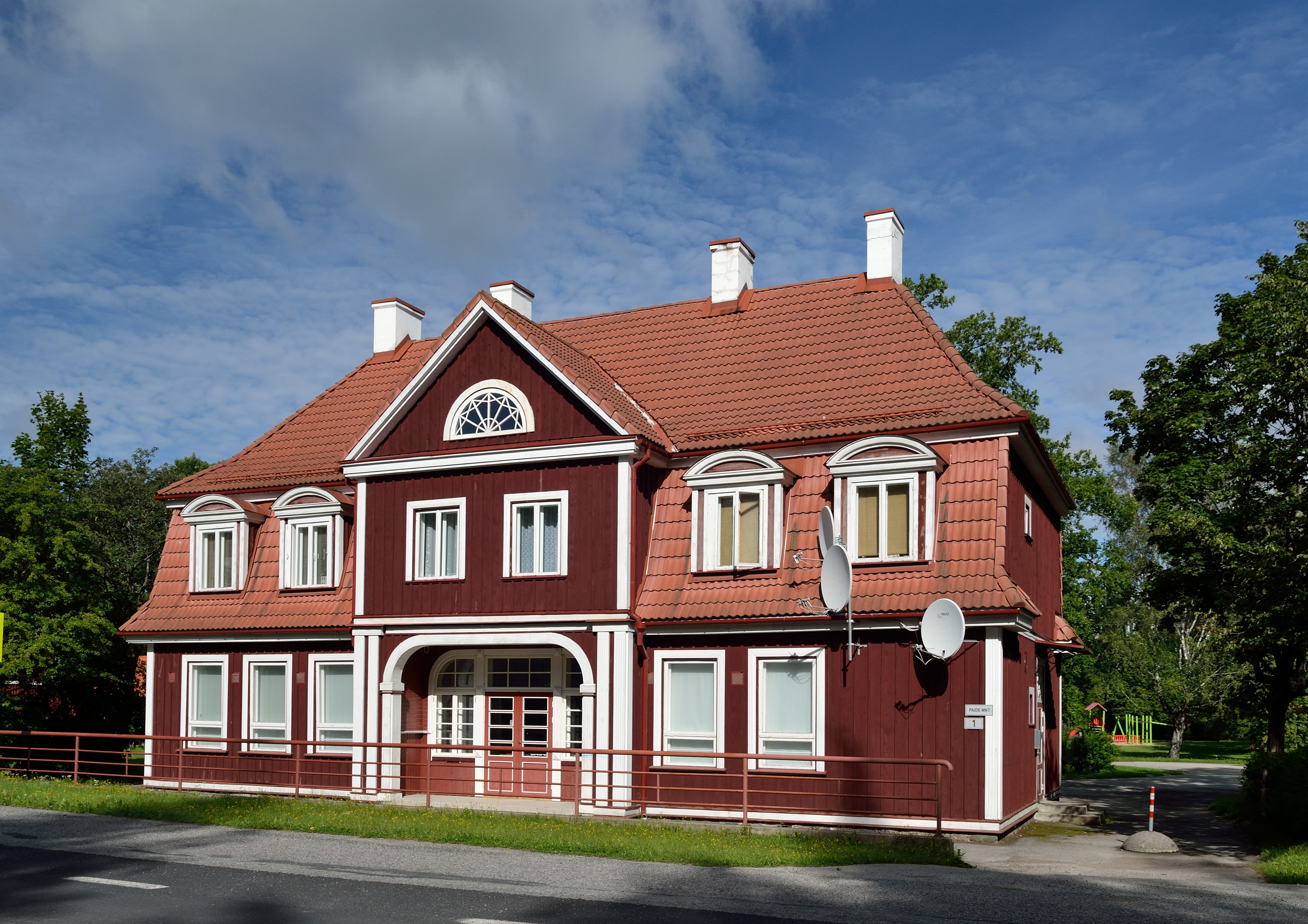
Bahnhof
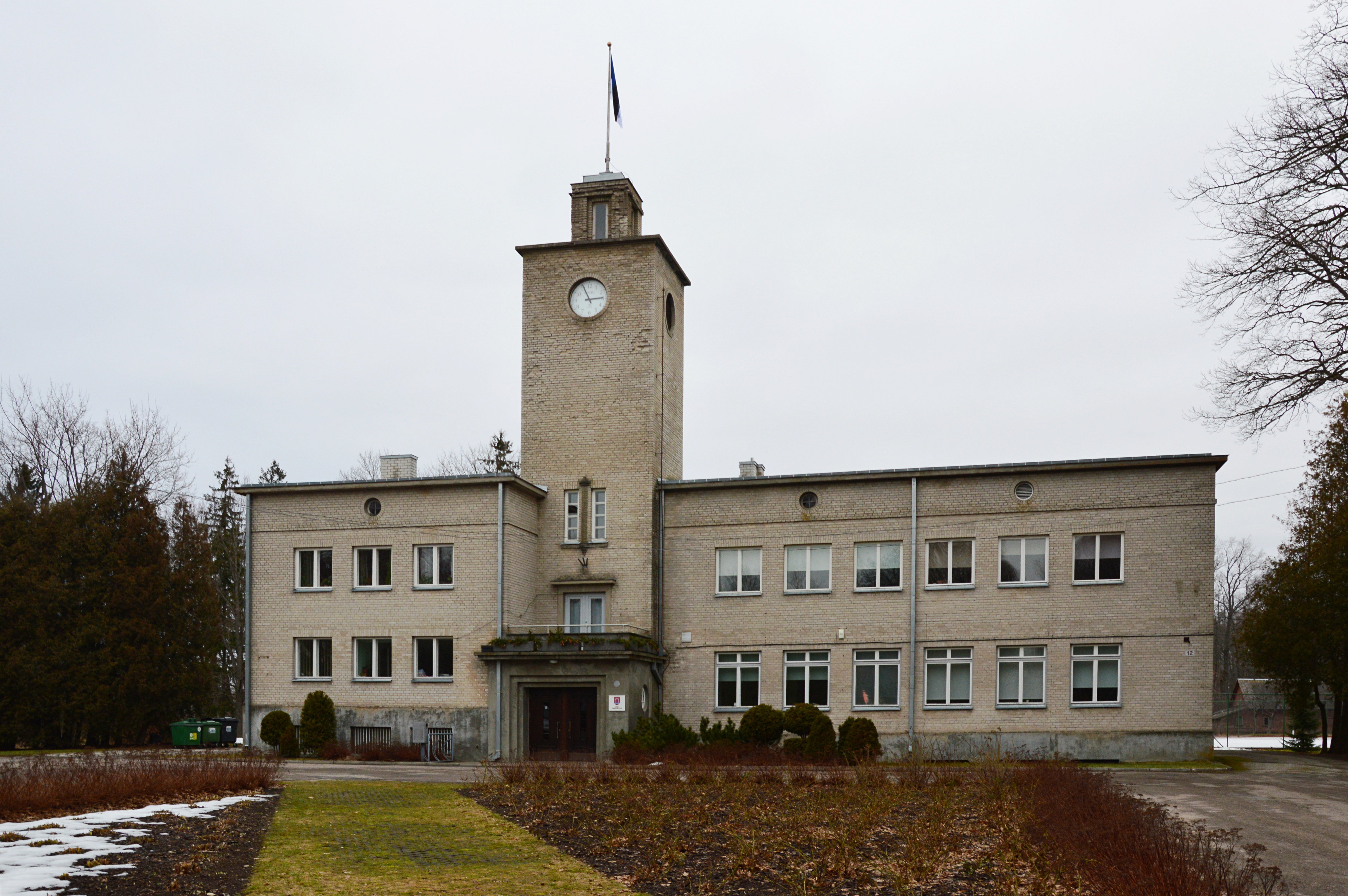
Rathaus
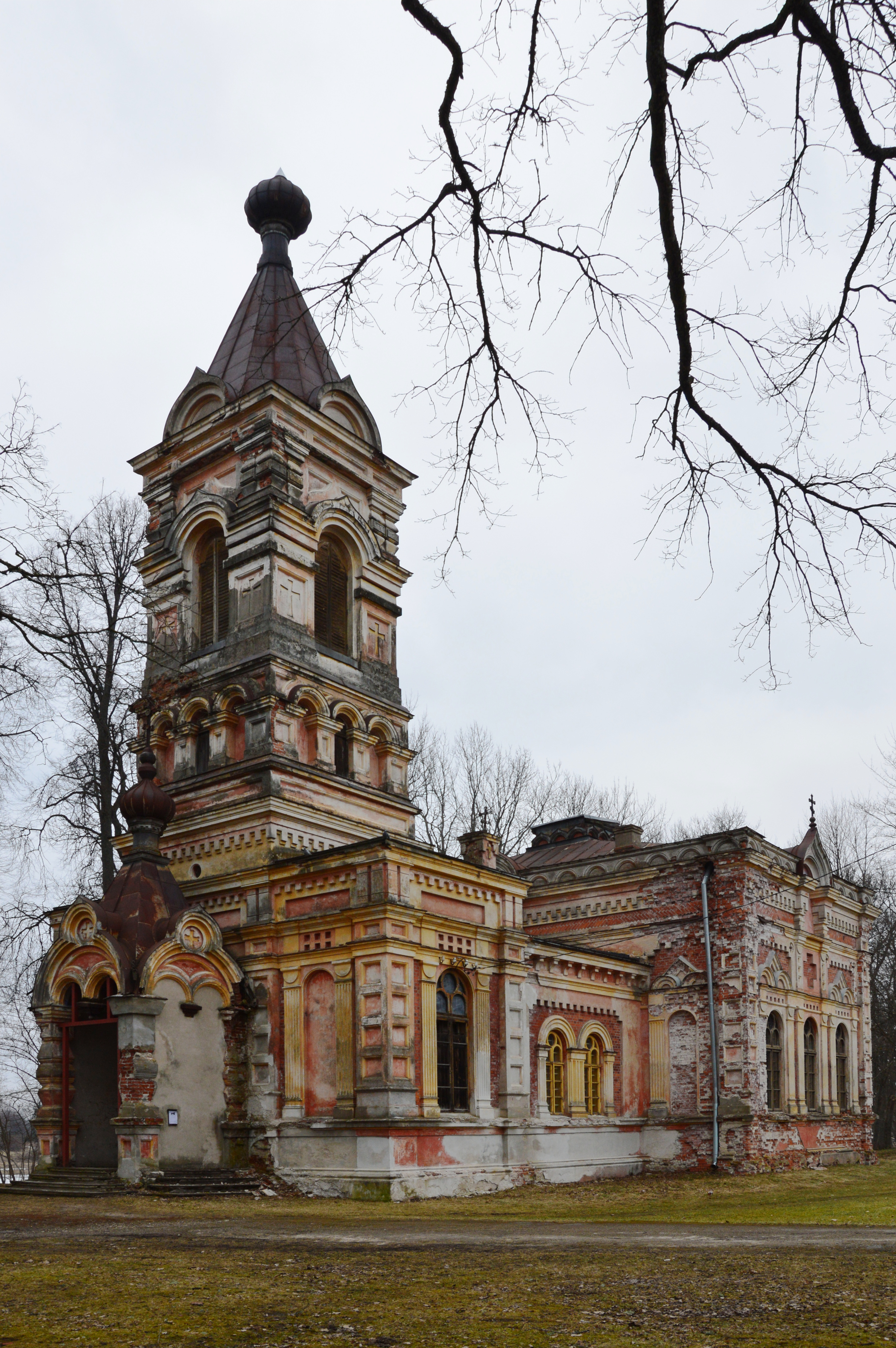
Orthodoxe Kirche
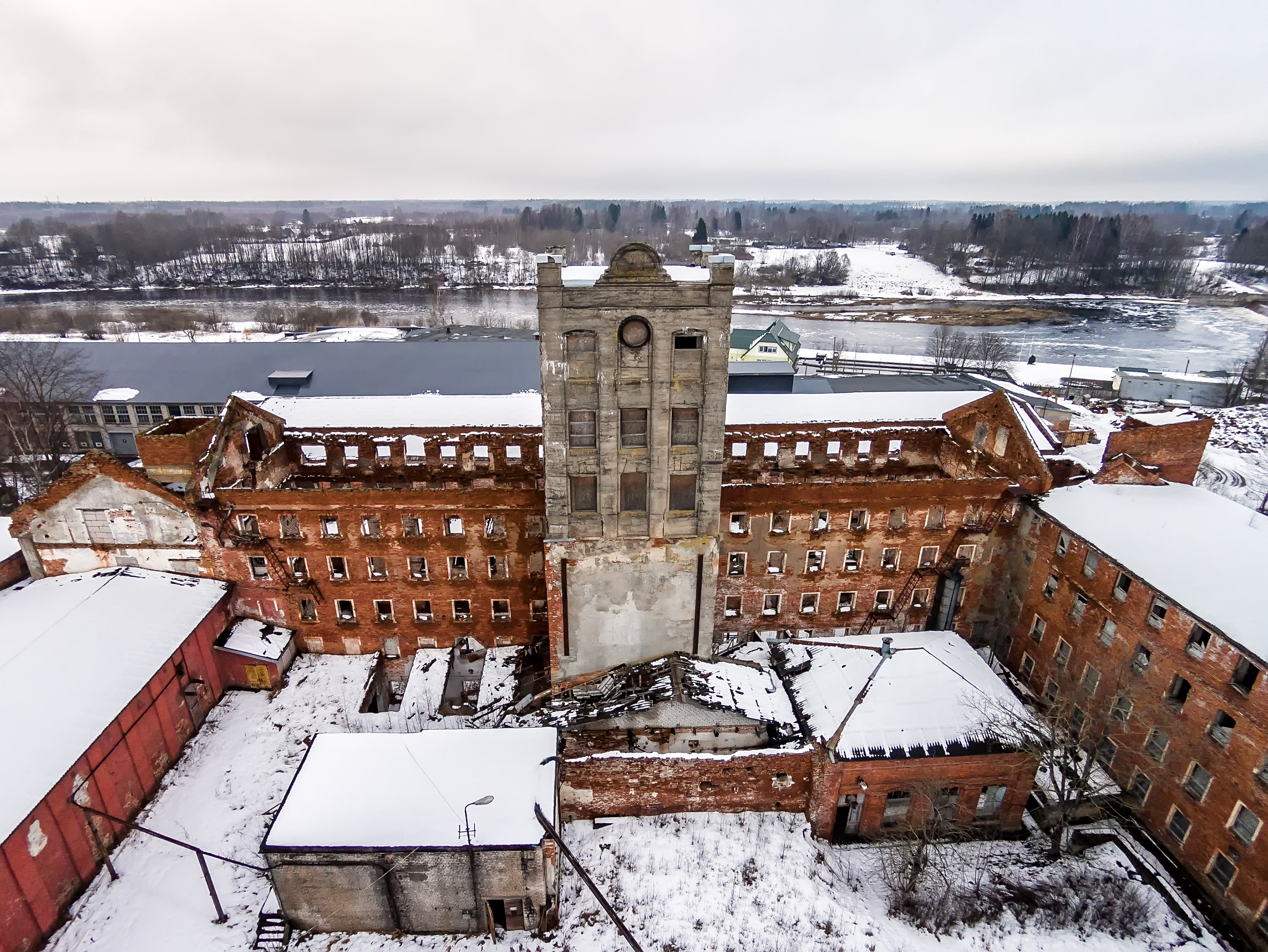
Ruine der Tuchfabrik
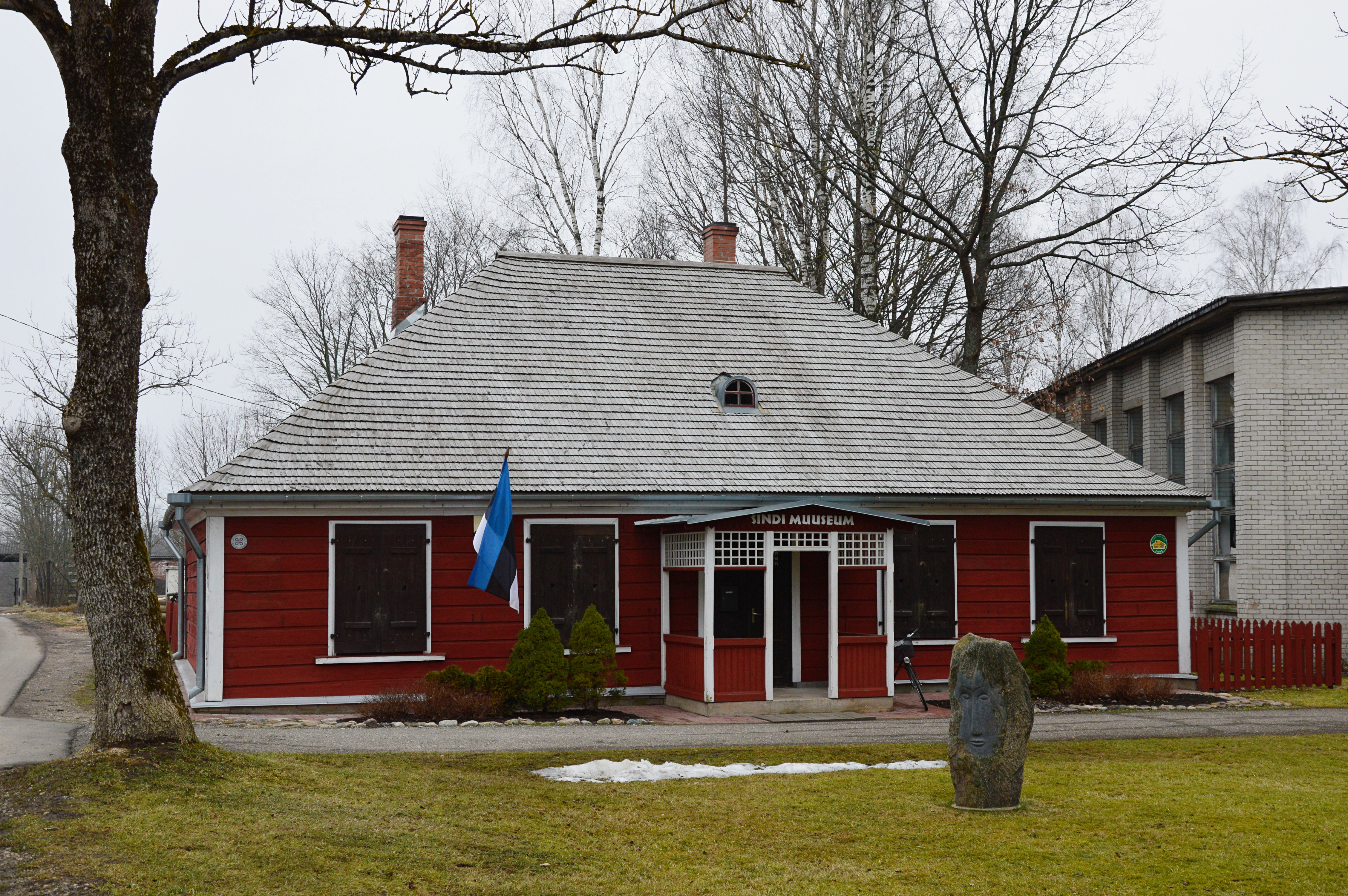
Sindi Museum

## Personen
- Julius Seljamaa (1883–1936), Politiker, Diplomat und Journalist
- Karl Tofer (1885–1942), Diplomat
- Roman Koolmar (1904–1971), estnisch-amerikanischer Architekt
- Uno Palu (1933–2024), Leichtathlet
- Allar Raja (* 1983), Ruderer

## Nachweise
1. ↑  Eesti Statistika, abgerufen am 18. Mai 2017